# Termocolante
Termocolante ou termoadesivo é um adesivo geralmente em forma de filme plástico e em alguns casos na forma de um  pó fino e branco. São ativados quando submetidos ao calor e à pressão. 

## Utilização
É largamente utilizado na indústria calçadista e automotiva além de apliques bordados para confecção e na técnica artesanal conhecida como Patchwork. Suas principais composições são à base de hotmelt' de TPU (Poliuretano Termoplástico) e de Poliamidas. A produção de filmes termocolantes vem aumentando na mesma proporção em que as grandes indústrias químicas disponibilizam matérias primas mais econômicas e de processamento mais simples. Bayer, Huntsman, Kuraray entre outras , lançam todos os anos novas resinas para fabricação desses filmes. No Brasil, estão os maiores fabricantes desse produto na América Latina, entre eles a HR Termocolantes que atende diversos mercados, entre eles o de filmes termocolantes para sublimação de imagens.